# Tigres d'Alliberament de Tamil Eelam

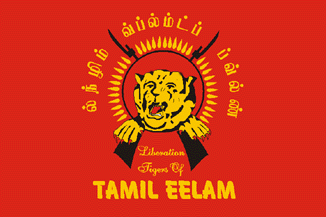
Bandera dels Tigres des 1977

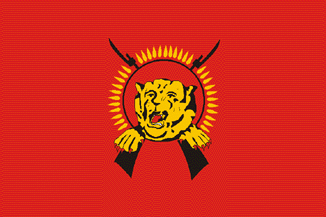
Bandera de Tamil Eelam des 1990

Tigres d'Alliberament de Tamil Eelam (Liberation Tigers of Tamil Eelam, LTTE) és un partit polític tàmil de Sri Lanka.
Es va fundar el 22 de maig de 1972 amb el nom de Nous Tigres Tàmils (Tamil New Tigers TNT), sota la direcció de Velupillai Prabhakaran (que només tenia 18 anys), i va iniciar la lluita armada.
Va agafar el nom de Tigres d'Alliberament de Tamil Eelam el 5 de maig de 1976. L'assassinat de l'alcalde Jaffna, fet pel mateix Velupillai Prabhakaran, va donar al grup força notorietat. La bandera del partit fou dissenya el 1977 per Nadarajan, un amic de Prabhakaran, a petició d'aquest.
En els primers anys es va limitar a accions aïllades però als anys vuitanta va desenvolupar intensa activitat armada i va operar a les zones selvàtiques del nord, creant bases molt solides. La guerra es va fer molt intensa i el 1989 van intervenir les tropes índies de pacificació. Aquestes tropes que eren considerades favorables als tàmils, els van expulsar de les ciutats que controlaven i els van empènyer a la selva, però tot i així el govern de Colombo va demanar la seva retirada el març de 1990. Quan els indis van sortir els quadres del LTTE van recuperar les ciutats.
L'1 de maig de 1993 el president singalès Premadasa fou assassinat per un tàmil presumpte militant del LTTE.
El 1994 es van celebrar eleccions i va triomfar l'Aliança del Poble, successora del Partit de la Llibertat de Sri Lanka. Van seguir algunes negociacions sense acord i el govern va ordenar una ofensiva a l'exèrcit. Jaffna, intensament bombardejada, fou recuperada. L'exèrcit va establir fortes posicions militars als territoris que va poder recuperar i sobretot al pas de l'Elefant, que portava a la península de Jaffna.2019
El 2000 en una gran ofensiva del LTTE, i en un prodigi d'operació militar, les bases de l'exèrcit foren conquerides amb gran habilitat, després d'aconseguir tallar el subministrament d'aigua, i la gran fortificació del pas de l'Elefant fou assalta i presa. Els soldats en fugida es van ofegar a les maresmes. Tot el nord del país i part de l'est del país va quedar en mans dels guerrillers i Jaffna es va salvar només per la protecció aèria.2019
La composició de l'exèrcit dels Tigres es caracteritzà per una estar formada per un terç de membres femenins. Van arribar a emprar xiquetes molt joves per als atacs suïcides perquè eren menys sospitoses.
El LTTE organitzà una administració completa als territoris sota el seu control, amb un exèrcit amb unitats navals i aèries, servei de transport, escoles, hospitals, etc., és a dir un virtual estat independent conegut per Tamil Eelam (Pàtria Tàmil) Tot i que el LTTE fou inclòs pels Estats Units en la llista d'organitzacions terroristes, els seus quadres actuen sempre uniformats i de fet constitueixen l'exèrcit nacional del Tamil Eelam (amb vaixells i avions inclosos) i lliura combats en forma convencional.
En el segon dia dels herois nacionals (27 de novembre de 1990), la bandera dels Tigres sense inscripcions fou adoptada com a bandera nacional de Tamil Eelam (que fins llavors era de facto la bandera del TULF). Des del 1972 el líder del LTTE havia triat el tigre com a símbol per la seva vinculació a les civilitzacions dràvides i que representava l'heroisme i l'orgull, i era comparable en combat als soldats tàmils. El color vermell representa el progrés i els canvis socials. Vermell, groc i negre són els colors nacionals triats pel Tamil Eelam.2019
Per les conseqüències del tsunami de l'oceà Índic del 2004 que havien deixat moltes famílies amb membres morts i nens al carrer, els Tigres Tamils aprofitaren per a reclutar nens soldat més fàcilment. Fins a 141 famílies denunciaren el reclutament dels seus nens.